# Shiojiri (Nagano)
Shiojiri (塩尻市 Shiojiri-shi?) es una ciudad localizada en la prefectura de Nagano, Japón. En marzo de 2019 tenía una población de 67.240 habitantes en 27.602 hogares y una densidad de población de 230 personas por km². Su área total es de 289,98 km².

## Geografía

### Municipios circundantes
- Prefectura de Nagano
  - Matsumoto
  - Komoro
  - Okaya
  - Ina
  - Tatsuno
  - Minamiminowa
  - Kiso
  - Asahi

## Demografía
Según datos del censo japonés, la población de Shiojiri ha crecido en los últimos 40 años.
| Año del censo | Población |
| ------------- | --------- |
| 1970          | 47.113    |
| 1980          | 57.417    |
| 1990          | 61.420    |
| 2000          | 67.747    |
| 2010          | 67.638    |